# Michael Penn

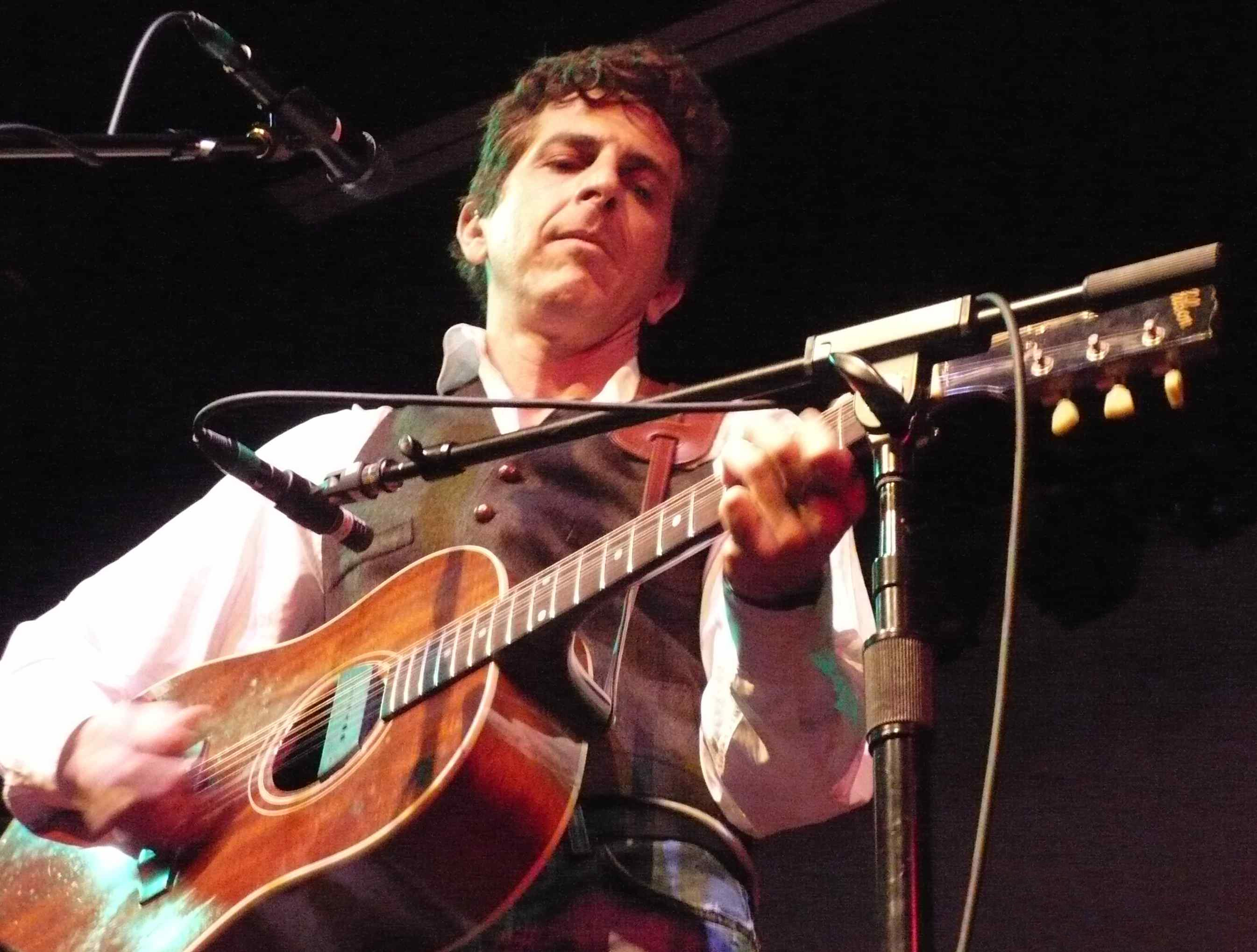
Penn, 2007

Michael Penn (* 1. August 1958 in Greenwich Village in New York City) ist ein US-amerikanischer Musiker.

## Karriere
Bekannt wurde Michael Penn durch sein Ende 1989 erschienenes Debüt-Album March, insbesondere durch die Single-Auskopplung No Myth, die es in den US-Charts bis auf Platz 13 schaffte. Es folgten die Alben Free for all, Resigned und MP4 (Days Since A Lost Time Accident). Im August 2005 erschien das Album Mr. Hollywood Jr., 1947. Nachdem sich die Alben überwiegend nicht in Chart platzieren konnten, erschienen nur noch sporadisch neue Aufnahmen unter seinem Namen.
Penn hat auch Filmmusiken komponiert, u. a. für Paul Thomas Andersons Filme Hard Eight und Boogie Nights. Ebenso komponierte er die Musik zur Fernseh-Serie Masters of Sex. Im Film Boogie Nights spielte er den Musik-Tontechniker Nick.

## Privates
Sein Vater Leo Penn war Regisseur, seine Mutter Eileen Ryan Schauspielerin. Sein jüngerer Bruder Sean ist ein international bekannter Schauspieler, sein 2006 verstorbener Bruder Chris war ebenfalls Schauspieler. Seit 1997 ist er mit der Sängerin Aimee Mann verheiratet.

## Diskografie

### Studioalben
| Jahr | Titel        | Höchstplatzierung, Gesamtwochen, AuszeichnungChartsChartplatzierungen (Jahr, Titel, Platzierungen, Wochen, Auszeichnungen, Anmerkungen) | Anmerkungen                          |
| Jahr | Titel        | US | Anmerkungen                          |
| ---- | ------------ | --- | ------------------------------------ |
| 1989 | March        | US31 (34 Wo.)US | Erstveröffentlichung: September 1989 |
| 1992 | Free-for-All | US160 (2 Wo.)US | Erstveröffentlichung: September 1992 |

Weitere Veröffentlichungen
- 1997: Resigned
- 2000: MP4 (Days Since A Lost Time Accident)
- 2005: Mr. Hollywood Jr., 1947
- 2007: Palms & Runes, Tarot & Tea: A Michael Penn Collection

### Singles
| Jahr | Titel Album       | Höchstplatzierung, Gesamtwochen, AuszeichnungChartsChartplatzierungen (Jahr, Titel, Album, Platzierungen, Wochen, Auszeichnungen, Anmerkungen) | Anmerkungen                         |
| Jahr | Titel Album       | US | Anmerkungen                         |
| ---- | ----------------- | --- | ----------------------------------- |
| 1989 | No Myth March     | US13 (16 Wo.)US | Erstveröffentlichung: Dezember 1989 |
| 1990 | This & That March | US53 (8 Wo.)US | Erstveröffentlichung: April 1990    |